# 수서 페렌츠
수서 페렌츠(Ferenc Szusza, 1923년 12월 1일 ~ 2006년 8월 1일)는 헝가리의 전 축구 공격수 및 축구 감독이었다.
1941년 헝가리의 우이페슈티 도사에서 데뷔했으며, 1960년 은퇴할 띠까지 같은 팀에서 활약하며 팀의 4회 리그 우승에 공헌하였다. 또한 리그에서 총 463경기에 출장해 392골을 득점하면서 전 세계의 역대 선수들 중 12번째로 1부 리그에서 많은 골을 넣은 선수가 되었으며, 전 세계의 역대 선수들 중 단일 팀에서 가장 많은 골을 넣은 선수가 되었다.
또한 1942년 헝가리 축구 국가대표팀에 정식으로 데뷔한 뒤, 1956년까지 총 24경기에 출전해 18골을 넣는 등 좋은 모습을 보여주었다.
은퇴 이후 헝가리 각지의 클럽에서 감독 생활을 했으며, 헝가리의 죄르 ETO FC와 우이페슈티 도사, 폴란드의 구르니크 자브제, 스페인의 레알 베티스와 아틀레티코 마드리드의 감독을 맡았다.
그 뒤 2006년 8월 1일 부다페스트 한 병원에서 지병으로 사망했다.
또한 우이페슈트 FC는 수서의 활약상을 기리고자 2003년 이후 자신들의 홈 경기장인 메기에리 우티 경기장의 이름을 수서 페렌츠 경기장으로 바꾸었다.